# El transexual
El transexual es una película española de 1977 dirigida por José Jara y protagonizada por Ágata Lys y Paul Naschy.

## Sinopsis
Lona (Ágata Lys) es una artista de cabaret sobre la cual Sergio, un periodista (Paul Naschy), está entrevistando para un artículo sobre la vida de la artista. Durante la investigación, Lona desaparece en extrañas circunstancias. Sergio decide contactar con el entorno más cercano de Lona para descubrir que su desaparición está relacionada con una fallida operación de reasignación de sexo.

## Producción
El guion de la película se basó en un hecho real: el fallecimiento de la vedette brasileña Lorena Capelli por complicaciones en una cirugía de cambio de sexo. Su estreno fue programado el 17 de octubre en Barcelona, unos meses después del debut en la pantalla grande de Cambio de sexo de Vicente Aranda, con lo cual no tuvo el impacto que la producción buscaba: ser la primera película española sobre una persona transexual. Mientras Cambio de sexo consiguió 840,000 espectadores, El transexual logró una taquilla de 419,000.
Fue comercializada en formato de videocasete, y fue emitida en televisión hasta mediados de los años 1990 sin registrarse posteriores pases televisivos.

## Crítica
A pesar de tratar el tema de la transexualidad, debido al contexto de la época la película no tenía la intención de causar empatía con el colectivo transexual ni su problemática, sino despertar el morbo de la audiencia sobre temas sórdidos. Pese a ello se expone la realidad de las clínicas clandestinas que realizaban operaciones a transexuales.